# Ophthalmopsylla multichaeta
Ophthalmopsylla multichaeta är en loppart som beskrevs av Liu Chiying, Wu Houyong et Wu Foolin 1965. Ophthalmopsylla multichaeta ingår i släktet Ophthalmopsylla och familjen smågnagarloppor. Inga underarter finns listade i Catalogue of Life.